# Boswijk (Utrechtse Heuvelrug)
Boswijk is een buurtschap bij Doorn in de gemeente Utrechtse Heuvelrug. Het ligt westelijk van Doorn en ten zuidoosten van Driebergen. Het is vanuit Doorn gezien de derde buurtschap in het rijtje Palmstad, Sterkenburg en Boswijk. De buurtschap ligt rond de Boswijklaan en de Oude Molenweg. Het serviceflatcomplex 'Park Boswijk' ligt aan een eigen gelijknamige straatnaam. Tot 2006 viel Boswijk onder de gemeente Doorn.
Deze woonbuurt had tot ongeveer 1991 plaatsnaamborden met de naam 'Doorn'. Daarna werden er borden geplaatst met de plaatsnaam 'Boswijk'. Boswijk heeft een blauw plaatsnaambord en daarmee een eigen bebouwde kom. Die bebouwing bestaat uit ongeveer 40 huizen: 30 huizen aan de Boswijklaan en tien huizen aan de Oude Molenweg. Het heeft ongeveer 100 inwoners. Verder is er nog het serviceflatcomplex Park Boswijk. Het woonbuurtje stond vóór de tijd van de serviceflats bekend als het Rode Dorp.
Aan het eind van de doodlopende Boswijklaan is een bedrijventerreintje van ongeveer tien panden. Aan het eind van de Boswijklaan heeft een korenmolen gestaan, de romp is er nog steeds en is in gebruik als woonhuis. Aan het andere eind van de Boswijklaan staat een huis met een oude schuur/schaapskooi.

## Geschiedenis
De naam is ontleend aan de buitenplaats Boswijk, die op de plaats van het huidige complex serviceflats stond. De voorganger daarvan, Mijn Genoegen, werd in 1820 gesticht. De buurtschap kreeg in 1974 enkele jaren een postagentschap.
De Molenweg is genoemd naar een stellingmolen De Horst die rond 1890 werd gebouwd. De molenromp werd begin jaren negentig van de twintigste eeuw een woonhuis.
Dorpen: Amerongen · Doorn · Driebergen-Rijsenburg · Leersum · Maarn · Maarsbergen · Overberg

Buurtschappen: Beerschoten · Boswijk · Breedeveen · Darthuizen · De Groep (deels) · Haagje · Haspel · Oud Rijsenburg · Palmstad · Sterkenburg · Valkenheide

Provincie Utrecht · Plaatsen in de provincie